# Antiimperialistische Zellen
Die Antiimperialistische Zellen (AIZ) war eine in den 1990er-Jahren aktive linksextreme Terrorgruppe in Deutschland, die sich in ihren Bekennerschreiben positiv auf islamistische Organisationen bezog und dadurch in der linksextremen Szene umstritten und isoliert war.

## Anschläge
Die AIZ sah sich selbst als Nachfolger der Rote Armee Fraktion, die kurz vor dem ersten schriftlichen Auftreten der AIZ einen Verzicht auf bewaffnete Anschläge verkündet hatte. In einer Erklärung formulierten sie ihre Ziele 1994 so: „Unsere Politik wird dahingehend orientiert sein, dort militant/bewaffnet anzugreifen, wo die BRD-Eliten ihre Arbeitsplätze bzw. ihre Wohnsitze haben.“
In den Jahren 1992–1996 verübte die AIZ Brand- und Sprengstoffanschläge. Am 25. Februar 1996 wurden die beiden einzig bekannten Mitglieder Bernhard Falk und Michael Steinau festgenommen. Die Zerschlagung der AIZ gelang durch eine Zusammenarbeit von Polizei und NRW-Verfassungsschutz. Das Oberlandesgericht Düsseldorf verurteilte am 1. September 1999 Falk und Steinau unter anderem wegen vierfachen versuchten Mordes zu 13 beziehungsweise 9 Jahren Haft.
Während der Ermittlungen war die Polizei von einer weit größeren Zahl von Tatbeteiligten ausgegangen.
Die „Antiimperialistische Zelle“ meldete sich erstmals mit einem Positionspapier vom 22. Mai 1992 zu Wort.
Von 1992 bis 1995 verübte die AIZ neun Anschläge in Deutschland:
- 21. November 1992 – Brandanschlag auf die juristische Fakultät der Universität Hamburg
- 18. August 1993 – Brandanschlag auf die Wohnung eines GSG-9-Mitgliedes in Solingen
- 17. November 1993 – Schußwaffenanschlag auf den Sitz des Arbeitgeberverbandes Gesamtmetall in Köln
- 5. Juli 1994 – Sprengstoffanschlag auf die Geschäftsstelle der CDU in Düsseldorf
- 24./26. September 1994 – Versuchter Sprengstoffanschlag auf das Gebäude der Landesgeschäftsstelle der FDP in Bremen
- 22. Januar 1995 – Sprengstoffanschlag gegen das Wohnhaus des ehemaligen parlamentarischen Staatssekretärs Volkmar Köhler in Wolfsburg
- 23. April 1995 – Sprengstoffanschlag auf das Wohnhaus des CDU-Bundestagsabgeordneten Joseph-Theodor Blank in Erkrath bei Düsseldorf
- 17. September 1995 – Sprengstoffanschlag auf das Wohnhaus des CDU-Bundestagsabgeordneten Paul Breuer in Siegen-Geisweid
- 23. Dezember 1995 – Bombenanschlag auf das Konsulat des Staates Peru in Düsseldorf

## Verurteilung und Haft
Am 25. Februar 1996 wurden Falk und Steinau festgenommen und beim OLG Düsseldorf unter Vorsitz von Richter Ottmar Breidling vor Gericht gestellt. Die beiden Angeklagten wurden im Jahr 1999 wegen versuchten Mordes und Sprengstoffverbrechen zu 13 bzw. 9 Jahren Gefängnis verurteilt. Eine Verurteilung wegen Mitgliedschaft in einer terroristischen Vereinigung erfolgte nicht, da dies erst ab mindestens drei Personen möglich gewesen wäre. Im Januar 2001 wurde die Verurteilung vom Bundesgerichtshof bestätigt.
Falk wandte sich wegen der GPS-Überwachung bei den Ermittlungen an höhere Gerichte. In Grundsatzurteilen bestätigten 2005 das Bundesverfassungsgericht und 2010 der Europäische Gerichtshof für Menschenrechte die Rechtmäßigkeit der GPS-Überwachung.
Vom 19. April 1996 bis zum 7. Mai 1996 unternahmen Bernhard Falk und Michael Steinau im Gefängnis einen Hungerstreik gegen die angeblich unmenschlichen U-Haftbedingungen. Der Hungerstreik blieb in der linken Szene ohne Widerhall.
In der Jungle World wurde 1997 darüber berichtet, dass Michael Steinau in der Justizvollzugsanstalt Lübeck im ebenfalls dort einsitzenden Neonazi Kay Diesner einen neuen Freund gefunden habe.
Bernhard Falk wurde im Juli 2008 vorzeitig entlassen, er ist inzwischen Anhänger des Salafismus und nennt sich Muntasir bi-llah.